# Wintersportzentrum Tjumen
Koordinaten: 56° 56′ 47,4″ N, 65° 11′ 20,2″ O
Das Wintersportzentrum „Die Perle Sibiriens“ (russisch Тюменский областной центр зимних видов спорта «Жемчужина Сибири») ist eine im Jahr 2009 errichtete Biathlonanlage in der russischen Oblast Tjumen.
Ab der Saison 2016/17 sollte Tjumen die Weltcuprennen von Chanty-Mansijsk für unbestimmte Zeit übernehmen.

## Lage
Das Wintersportzentrum mit dem Biathlonstadion liegt gut 40 km südwestlich des Stadtzentrums von Tjumen im Gebiet des Dorfes Mitschurino.
Das Stadion liegt auf einer Höhe von 62 m, der höchste Punkt der Loipen liegt auf 113 m, der tiefste Punkt auf 62 m.

## Ausstattung
Das Biathlonzentrum dient als Wettkampf- und Trainingszentrum für die Oblast Tjumen, ermöglicht aber auch Athleten aus anderen Teilen Russlands und anderen Ländern hier zu trainieren. Neben Biathlon ist man aktuell auf die Ausrichtung von Wettkämpfen im Skilanglauf, Sommerbiathlon, Orientierungslauf und im Radsport vorbereitet. Das Stadion besitzt eine A-Lizenz, die Grundlage für eine Durchführung von Rennen im Rahmen des Biathlonweltcups ist.

### Hauptgebäude
Das vierstöckige Hauptgebäude direkt am Start- und Zielbereich beherbergt alle Räume für das Organisationskomitee sowie weitere Räume für die Abwicklung der Wettkämpfe wie die Dopingkontrolle, eine Erste-Hilfe-Station, das Pressezentrum, die Zeitnahme, den V.I.P.-Bereich und die Kommentatorenkabinen. An das Hauptgebäude angeschlossen sind zwei große Tribünen direkt an der Strecke.

### Servicezentrum
Das Servicezentrum liegt dem Hauptgebäude gegenüber auf der anderen Seite des Start- und Zielbereichs. Dort befinden sich die Aufbewahrung für die Gewehre der Athleten, das Wettkampfbüro und Umkleidekabinen.

### Schießstand
Der Schießstand befindet sich direkt im Stadionbereich zwischen Hauptgebäude und Servicezentrum und verfügt über 30 weltcuptaugliche Schießbahnen.

### Loipen
Die Loipen erstrecken sich östlich des Stadions bis in die Wälder. Je nach Wettkampf kann über verschiedene Streckenführungen die von der IBU geforderten Streckenlängen und Streckenprofile dargestellt werden. Die Loipen sind mit Flutlicht ausgestattet, was Wettkämpfe bei schlechten Lichtverhältnissen und in der Nacht ermöglicht.

### Sonstiges
Die Wachskabinen befinden sich in der Nähe des Servicezentrums, hinter diesem Gebäude wurde auch die Strecke für den Skitest angelegt. Vom Servicezentrum erreicht man über einen Tunnel die Materialkontrolle, den Aufwärmbereich und die „Mixed-Zone“.

## Wettkämpfe
Die Sommerbiathlon-Weltmeisterschaften 2014 waren die ersten internationalen Wettkämpfe, die in Tjumen stattfanden. Zwei Jahre später folgten die Biathlon-Europameisterschaften 2016, die im Rahmen des IBU-Cups 2015/16 ausgetragen wurden.
Im Winter 2016/17 sollten die ersten Weltcuprennen in Tjumen ausgetragen werden. Im Zusammenhang mit den Enthüllungen des zweiten McLaren-Reports gab der russische Biathlonverband zum Jahreswechsel 2016/17 die Ausrichtung des Weltcups in Tjumen an die IBU zurück. Die Wettkämpfe wurden dann im finnischen Kontiolahti ausgetragen. Da Tjumen für einen längeren Zeitraum die Wettkämpfe von Chanty-Mansijsk übernehmen sollte, waren für den März 2018 wieder Rennen im Rahmen des Biathlonweltcups geplant. Obwohl von Athletenvertretern und einzelnen Nationen ein Entzug der für 2018 geplanten Weltcupveranstaltung in Russland gefordert wurde, hielt die IBU an der Ausrichtung fest, eine endgültige Entscheidung zugunsten der Wettkämpfe in Tjumen fiel am 14. Februar 2018.
Bereits im Dezember hatte der kanadische Biathlonverband angekündigt, seine Athleten nicht zu Wettkämpfen in Russland zu entsenden, weder zum Weltcup noch zum IBU-Cup. Ende Februar 2018 hatte auch der tschechische und der US-amerikanische Verband bekanntgegeben, die Wettkämpfe zu boykottieren. Der Deutsche Skiverband hielt an der Teilnahme am Weltcup in Tjumen fest, DSV-Präsident Franz Steinle schloss einen generellen Boykott aus. Der ukrainische Verband blieb, wie auch der zweifache schwedische Olympiamedaillengewinner Sebastian Samuelsson, den Wettkämpfen fern.
Die für 2021 geplanten Weltmeisterschaften wurden erst nach Bekanntwerden des McLaren-Reports an Tjumen vergeben. Aufgrund des Drucks durch die Öffentlichkeit und vieler aktive Athleten, forderte die IBU den russischen Biathlonverband auf, auf die Ausrichtung der Wettkämpfe freiwillig zu verzichten. Dies wurde durch den russischen Verband jedoch abgelehnt, gegen einen einseitigen Entzug durch die IBU wolle man rechtliche Schritte in Erwägung ziehen. Anfang März 2017 gab die IBU bekannt, dass die Weltmeisterschaft Russland entzogen wurde und auf einem Kongress 2018 neu vergeben wird.